# Les Rois Vagabonds (compagnie de cirque)
Pour les articles homonymes, voir Les Rois Vagabonds.
 (juillet 2022).
La mise en forme du texte ne suit pas les recommandations de Wikipédia : il faut le « wikifier ».
Les points d'amélioration suivants sont les cas les plus fréquents. Le détail des points à revoir est peut-être précisé sur la page de discussion.
- Les titres sont pré-formatés par le logiciel. Ils ne sont ni en capitales, ni en gras.
- Le texte ne doit pas être écrit en capitales (les noms de famille non plus), ni en gras, ni en italique, ni en « petit »…
- Le gras n'est utilisé que pour surligner le titre de l'article dans l'introduction, une seule fois.
- L'italique est rarement utilisé : mots en langue étrangère, titres d'œuvres, noms de bateaux, etc.
- Les citations ne sont pas en italique mais en corps de texte normal. Elles sont entourées par des guillemets français : « et ».
- Les listes à puces sont à éviter, des paragraphes rédigés étant largement préférés. Les tableaux sont à réserver à la présentation de données structurées (résultats, etc.).
- Les appels de note de bas de page (petits chiffres en exposant, introduits par l'outil «  Source ») sont à placer entre la fin de phrase et le point final[comme ça].
- Les liens internes (vers d'autres articles de Wikipédia) sont à choisir avec parcimonie. Créez des liens vers des articles approfondissant le sujet. Les termes génériques sans rapport avec le sujet sont à éviter, ainsi que les répétitions de liens vers un même terme.
- Les liens externes sont à placer uniquement dans une section « Liens externes », à la fin de l'article. Ces liens sont à choisir avec parcimonie suivant les règles définies. Si un lien sert de source à l'article, son insertion dans le texte est à faire par les notes de bas de page.
- La présentation des références doit suivre les conventions bibliographiques. Il est recommandé d'utiliser les modèles {{Ouvrage}}, {{Chapitre}}, {{Article}}, {{Lien web}} et/ou {{Bibliographie}}. Le mode d'édition visuel peut mettre en forme automatiquement les références.
- Insérer une infobox (cadre d'informations à droite) n'est pas obligatoire pour parachever la mise en page.

Pour une aide détaillée, merci de consulter Aide:Wikification.
Si vous pensez que ces points ont été résolus, vous pouvez retirer ce bandeau et améliorer la mise en forme d'un autre article.
 (juillet 2022).
L'article doit être relu — et modifié si nécessaire — par des contributeurs indépendants pour apporter un regard critique aux contributions effectuées en violation des conditions d'utilisation de Wikipédia, tant sur la forme (notamment concernant le style encyclopédique, la proportionnalité) que sur le fond (la neutralité de point de vue, la qualité et l'indépendance des sources).
Les Rois Vagabonds est une compagnie de cirque et de clown française créée en 2008 par Julia Moa Caprez et Igor Sellem, basée à Chaux-des-Crotenay.
Le spectacle "Concerto pour deux clowns" est en tournée depuis 2010.

## Histoire
Rencontrés en 2006 lors d'un stage de clown, Igor Sellem et Julia Moa Caprez créent le spectacle "Concerto pour deux clowns" durant l'hiver 2009-2010. D'abord joué en rue et sous le chapiteau de la compagnie, le spectacle amorce son passage en salle à la suite du Festival d'Avignon Off 2013,. Entre 2010 et 2020, "Concerto pour deux clowns" est joué plus de 800 fois en France et à l'internationale. Les tournées s'enchainent de Quito à Montevideo, de Kyiv à Marseille, de Lustenau à Saint-Etienne,,,,,.
En 2020, la compagnie rachète un chapiteau afin de se produire dans le cadre de leur projet "Le Grand Théâtre Éphémère", une démarche de démocratisation du spectacle vivant en donnant des séries de représentations dans un même endroit pendant plusieurs semaines afin de permettre à un plus large public d'assister au spectacle,.
Les Rois Vagabonds développent et font évoluer "Concerto pour deux clowns" au fil des années et des rencontres avec les publics multiples,,.

## Publication
En 2021 le livre "Les Rois Vagabonds"  (ISBN 978-2-35074-630-2) écrit par Julia Moa Caprez est publié aux Éditions Magellan & cie. L'artiste retrace dix années de tournée à travers le monde avec le spectacle "Concerto pour deux clowns" et raconte son expérience d'une vie sur les routes et de l'art du clown,,.

## Distinctions
- 2013 : Prix du Public Avignon Off dans la catégorie Cirque/Clown pour "Concerto pour deux clowns"[18].
- 2013 : Grand Prix du jury Gagy festival Kremnica[19] (Slovaquie) et Premier Prix de la catégorie clown[20]
- 2017 : Prix du Festival international de théâtre de Manta (Équateur)[21]